# Скляр Ігор Борисович
І́гор Бори́сович Скля́р (рос. Игорь Борисович Скляр; нар. 18 грудня 1957, Курськ, Російська РФСР) — радянський і російський актор. Заслужений артист Росії (1995). Народний артист Росії (2013). Виконавець відомої радянської пісні «Комарово» у 1985 році.
Фігурант бази даних центру «Миротворець».

## Життєпис
Народився в родині інженерів 18 грудня 1957 року.
У 1979 році закінчив Ленінградський інститут театру, музики і кінематографії.
Працював у Томському театрі юного глядача, у Ленінградському Малому обласному драматичному театрі.
Знявся в українських фільмах: «Тільки в мюзик-холі» (1980), «Бережіть жінок» (1981), «Подвиг Одеси» (1985, Костя), «В'язень замку Іф» (1988, 3 с., Бенедетто), «Імітатор» (1990, Ігор Луценко).

## Громадянська позиція
У 2015 році, під час російської військової інтервенції, незаконно перетнув міждержавний кордон і відвідав окупований Луганськ.
Підтримує російських терористів на Донбасі та не визнає існування держави Україна. У 2015 році він заявив таке:

| «... я не знаю такої держави «Україна». Набагато справедливіше, надійніше і довше Новоросія, ніж та територія, яка тепер чомусь називається «Україна», і тим паче державою, і тим паче незалежною.»Оригінальний текст (рос.) «...я не знаю такого государства «Украина». Гораздо справедливее, надежнее и дольше Новороссия, чем та территория, которая теперь почему-то называется Украина, и тем более государством, и тем более независимым.» |
В інтерв'ю 2016 року позитивно висловився про анексію Криму до Російською Федерацією, назвав українські події «дитсадком». За це актор був згодом внесений до «Миротворця» з формулюванням «антиукраїнська пропаганда».
Підтримав вторгнення Росії в Україну. 19 жовтня 2022 року внесено до списку санкцій України оскільки «підтримав військове вторгнення Росії в Україну в публічних заявах».